# Turismo in Bihar e Jharkhand
Il turismo in Bihar e Jharkhand propone una svariata molteplicità di attrazioni e i due stati dell'India orientale vengono regolarmente visitati da una gran numero di turisti provenienti da tutto il mondo; un totale di circa 6 milioni di turisti visitano ogni anno il Bihar. Questo è uno dei luoghi abitati più antichi dell'intero pianeta, con una storia risalente all'incirca a 3.000 anni fa; la ricca cultura ed il patrimonio della regione è reso ancor più evidente dagli innumerevoli antichi monumenti che punteggiano il territorio.

## Storia turistica
La storia documentata del turismo nella regione del Bihar risale al IV secolo a.C. Il geografo Greco Megastene (c. 350-290 a.C.) ha visitato la regione durante il regno di Chandragupta Maurya; le sue osservazioni sono state registrate nella sua opera intitolata Indika.
L'ambasciatore Dionigi era figlio di Megastene, ed ha visitato Pataliputra presso la corte dell'imperatore Ashoka il Grande.
Xuánzàng e il monaco Yìjìng hanno visitato Nālandā per studiare nel corso del VII secolo: all'epoca il "turismo educativo" era particolarmente sviluppato in Bihar nella sua qualità di sede di alcune tra le più importanti università buddhiste antiche come, oltre a Nalanda, l'università di Vikramashila.

## Siti archeologici
Tra le zone di scavo e ricerca archeologica maggiormente interessanti si possono citare i resti dell'antica città di Kumhrar (situata a 5 km ad est da Patna), il sito di Agam Kuan, le grotte di Barabar, le due sedi universitarie di Nālandā e Vikramashila, la città di Kesaria.
L'antico tempio di Gaya, il "Vishnupada Mandir" e il Tempio di Mahabodhi sono celebri luoghi di pellegrinaggio per il buddhismo; le città di Sasaram, Maner Sharif e l'antica capitale Pataliputra sono sedi urbane di rilevanza turistica; le colline di "Brahmayoni", "Pretshila", "Ramshila", il tempio di Maa Thawewali a Gopalganj (conosciuta per esser stata abitata da Shirdi Sai Baba) sono ulteriori siti archeologici e luoghi paesaggistici interessanti per i turisti.
Il territorio è attraversato anche da numerose costruzioni originariamente per scopi militari: il forte di Rohtasgarh, la fortezza di Sasaram e quella ubicata nel distretto di Palamu, il fortino di Maner, il centenario forte Jalalgarh ristrutturato e quello di Rajmahal, infine il forte di Munger.

## Pellegrinaggi

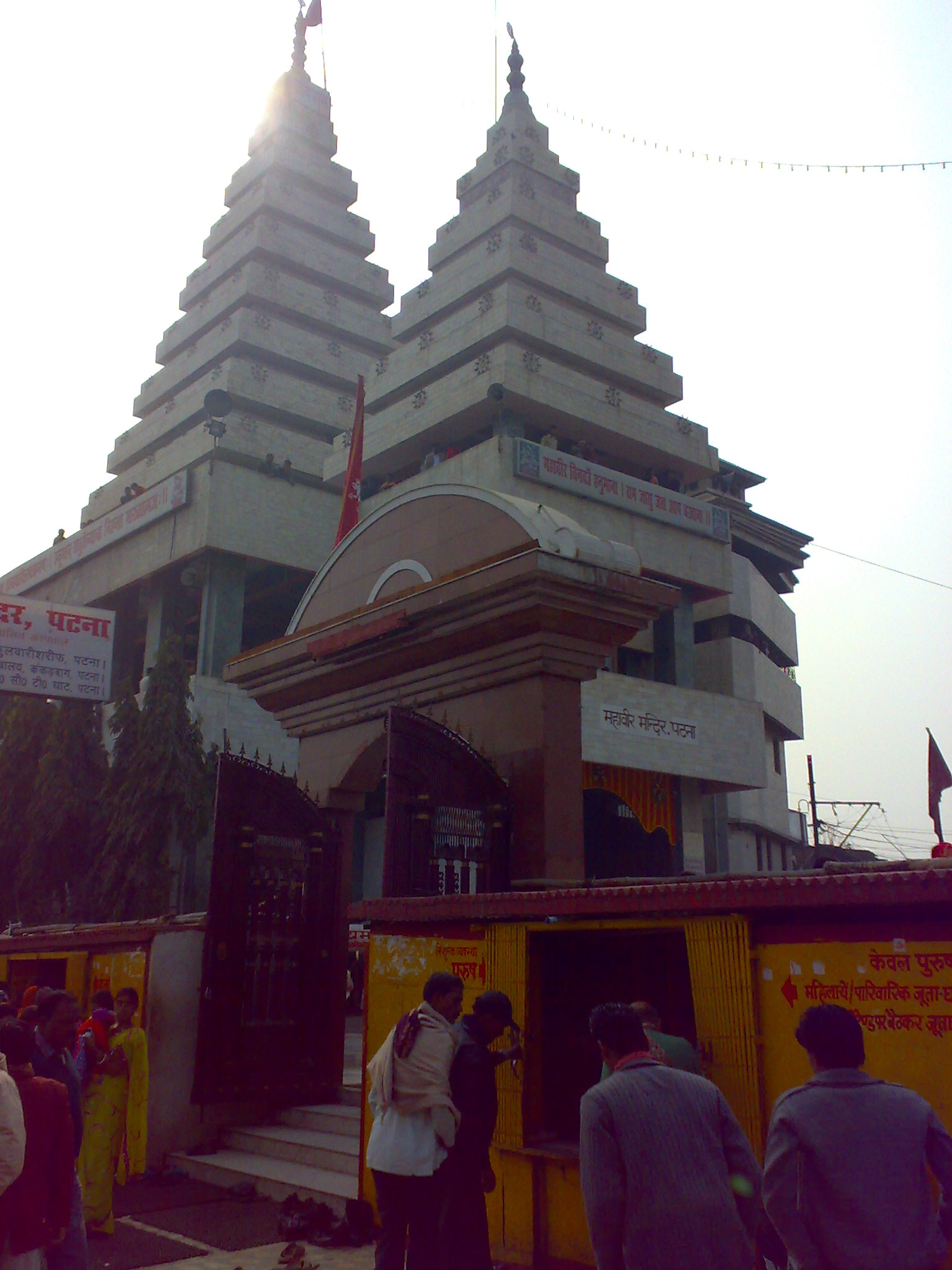
Il tempio di Mahavir a Patna ha avuto il secondo più alto budget in India del Nord dopo il famoso santuario di "Vaishno Devi".

Il Bihar e Jharkhand sono due tra i territori più sacri per diverse religioni indiane (ma non solo), come l'induismo, il buddhismo, il giainismo, il sikhismo e l'Islam; molti turisti viaggiano in Bihar esplicitamente per visitare certe località di pellegrinaggio per la propria religione. Anche il succitato tempio di Mahabodhi buddista (il luogo ove Siddharta Gautama ha meditato sotto l'albero di pipal-ficus religiosa) è un patrimonio dell'umanità dell'UNESCO, si trova in Bihar.
Luoghi di pellegrinaggio per l'induismo sono il tempio di Mahavir, le città di Sitamarhi, Punausa (considerato esser il luogo di nascita di Sītā) e Madhubani, Buxar nell'omonimo distretto, e l'intero distretto del Champaran Occidentale; poi Munger, Jamui, Darbhanga, Anga (capitale d'un antico regno), infine Patna, Gaya e Bhabua. La capitale del Bihar, Patna, è anche una delle città più sante per il Sikhismo, in quanto il decimo guru Sikh, Guru Gobind Singh, è qui nato nel 1666 ed ha trascorso i suoi primi anni prima di trasferirsi ad Anandpur Sahib in Punjab.
Molti Gurdwara situati in varie città arricchiscono la fede Sikh nella regione.

## Altri edifici e strutture

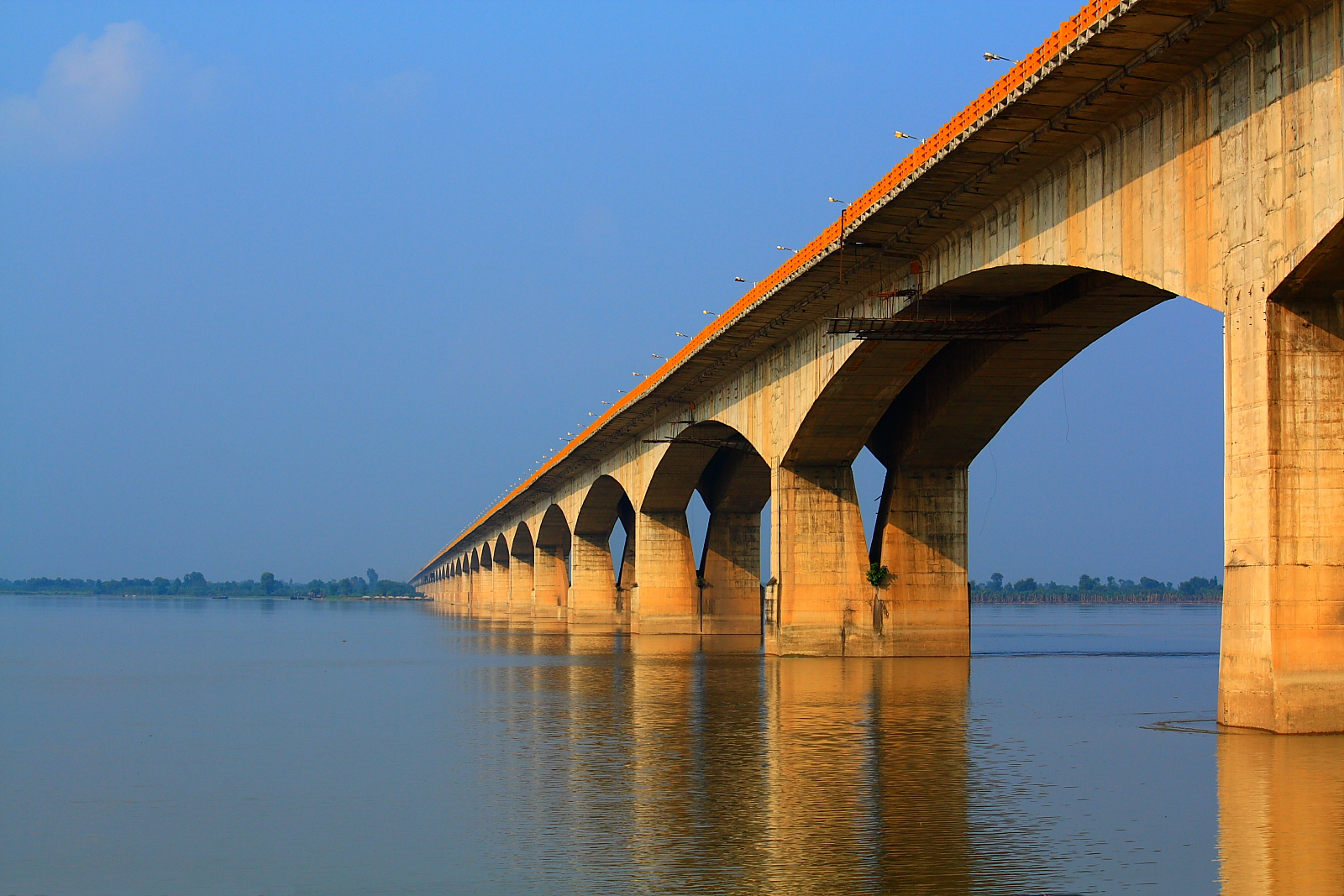
Il ponte Mahatma Gandhi a Patna.

Il vasto granaio chiamato Golghar ("casa rotonda") venne fatto costruire dal capitano britannico nonché ingegnere della Compagnia delle Indie Orientali John Garstin nel 1786.
Il museo di Patna è il museo statale del Bihar. È stato costruito dagli inglesi durante il Raj britannico nel 1917 per raccogliere ed ospitare gli innumerevoli reperti storici che furono rinvenuti nel corso del tempo in prossimità di Patna.
Il memoriale di guerra ed ossario denominato Kargil Chowk è stato inaugurato nel 2000 per commemorare i soldati del Bihar e Jharkhand che avevano sacrificato la loro vita durante la guerra di Kargil in Kashmir avvenuta l'anno precedente.
Il ponte Mahatma Gandhi a Patna è una delle costruzioni più lunghe del mondo (oltre 5,5 km).
Il "planetario Indira Gandhi" di Patna è uno dei più grandi dell'Asia ed ha aperto al pubblico nel 1993.
Il "Srikrishna Science Centre" è stato istituito nel 1978 e si trova a sud-ovest del Gandhi Maidan.